# Pedocs

Pedocs – Logo

Pedocs (von pedagogical documents, Eigenschreibweise: peDOCS) ist ein Repositorium für erziehungs- und bildungswissenschaftliche Literatur. Es ist für Anbieter und Nutzer kostenfrei, verfolgt den Open-Access-Gedanken und wird vom Leibniz-Institut für Bildungsforschung und Bildungsinformation (DIPF) betrieben.
Auf dem Portal werden elektronische Volltexte der Bildungsforschung und Erziehungswissenschaft entsprechend der Berliner Erklärung für kostenfreien Zugang zu wissenschaftlicher Information zur Verfügung gestellt. Durch die Einbettung in das Fachportal Pädagogik und in den Deutschen Bildungsserver wie auch durch die Auffindbarkeit in internationalen Suchmaschinen ist eine globale Verfügbarkeit der auf pedocs veröffentlichten Dokumente sichergestellt. Zudem betreibt pedocs in Zusammenarbeit mit der Deutschen Nationalbibliothek (DNB) die Langzeitarchivierung der eingestellten Texte, damit diese auch in Zukunft über pedocs recherchierbar bleiben.
Pedocs engagiert sich zudem bei ENABLE!. Ziel dieser Plattform ist es, aus den einzelnen Akteuren des wissenschaftlichen Publikationssystems ein partnerschaftliches Netzwerk zum gemeinsamen Ermöglichen von Open-Access-Publikationen in den Geistes- und Sozialwissenschaften zu bilden und neue, innovative Modelle zu entwickeln. Seit Juli 2020 ist pedocs offizielles Mitglied der Confederation of Open Access Repositories (COAR). COAR unterstützt die Open-Access-Bewegung und die Vernetzung von Repositories auf der ganzen Welt.

## Zielgruppen
Wissenschaftler werden von pedocs als Prosumenten angesprochen, also in der Doppelrolle als Produzenten und Konsumenten von Wissen. Das Portal steht prinzipiell allen Erziehungs- und Bildungswissenschaftlern sowie Forschern und Lehrenden auch aus angrenzenden Bezugswissenschaften zur Verfügung.
Neben den Selbsteinträgen von Wissenschaftlern, die ihre Publikationen auf pedocs Open Access zur Verfügung stellen, erfolgt die Akquise wissenschaftlicher Fachliteratur auf der Grundlage unterschiedlicher Kooperationsmodelle in enger Zusammenarbeit mit renommierten Verlagen. Diese Form der Akquise sichert pedocs redaktionell geprüften, einheitlich zitierfähigen, wissenschaftlichen Content.

## Volltextangebote auf peDOCS
Pedocs bündelt ein breites Spektrum an Publikationsarten. Der Großteil der über das Portal veröffentlichten Dokumente sind Zweit- und Wiederveröffentlichungen qualitätsgeprüfter Literatur. Es ist allerdings ebenfalls möglich, Erstveröffentlichungen über das Portal zu publizieren. Bei der Veröffentlichung ist anzugeben, ob der eingestellte Text einem Peer-Review-Verfahren oder einer andere Art der externen Qualitätsprüfung unterzogen wurde (z. B. Verlagslektorat).
Insgesamt werden folgende Veröffentlichungsarten auf pedocs angeboten:
- Erstpublikationen in pedocs;
- Zweitveröffentlichungen von Verlagspublikationen;
- Wiederveröffentlichungen vergriffener Printausgaben;
- Qualifizierungsschriften wie Dissertationen oder Habilitationen;
- Sogenannte „Graue Literatur“ wie Projektberichte, Konferenzbände o. Ä.[1]

## Zusammenarbeit mit Autoren und Verlagen
Autoren können Open Access und den freien Zugang zu wissenschaftlicher Literatur unterstützen, indem sie Texte direkt über pedocs veröffentlichen oder sich in ihren Verlagsverträgen ein zeitnahes Zweitveröffentlichungsrecht für eine Onlinepublikation sichern.
Verlagen werden verschiedene Kooperationsmodellen angeboten, um Content zur Zweitveröffentlichung zur Verfügung zu stellen. Dabei unterstützt pedocs die Marketingfunktionen mit positiver Rückkoppelung auf das Kerngeschäft der Verlage – die Bewerbung und den Verkauf von Büchern.